# Karin Fransén
Karin Maria Oskara Fransén, född 19 januari 1892 i Varvs socken, Östergötland, död 7 maj 1958 i Botkyrka församling, var en svensk skolkökslärarinna och författare. Hon var syster till Natanael Fransén.
Karin Fransén dotter till kyrkoherden Frans Oskar Fransén. Hon utexaminerades 1918 från Ateneums skolköksseminarium i Stockholm. Efter praktik i lanthushåll var hon 1921–1923 hemföreståndarinna vid Sunnerdahls hemskolor i Säbyholm, Uppland och 1923–1925 lärarinna vid Stockholms stads lärlings- och yrkesskolors avdelning för husligt arbete. Fransén gjorde sig känd genom ett flitigt författarskap inom sitt fack. Hon utgav flera kokböcker, av lika Kajsas kokbok (utgiven tillsammans med Astrid Knudsen, 1935) torde vara den mest kända. Karin Fransén medverkade även ofta i radio och i tidningar med artikelserier rörande hushållsfrågor.